# Bellegem
Bellegem är en ort i Belgien.   Den ligger i provinsen Västflandern och regionen Flandern, i den västra delen av landet, 80 kilometer väster om huvudstaden Bryssel. Bellegem ligger 57 meter över havet och antalet invånare är 3 691.
Terrängen runt Bellegem är huvudsakligen platt. Bellegem ligger uppe på en höjd. Runt Bellegem är det tätbefolkat, med 286 invånare per kvadratkilometer.. Närmaste större samhälle är Kortrijk, 5,8 kilometer norr om Bellegem.
Trakten runt Bellegem består till största delen av jordbruksmark.